# I'm Not Dead
„I'm Not Dead“ е четвъртият студиен албум на американската поп изпълнителка Пинк, издаден през април 2006. Достига до шесто място в класацията за албуми Билборд 200, като в САЩ са продадени 2 милиона копия и получава 2 пъти платинена сертификация. От албумът са издадени общо шест сингъла „Stupid Girls“, „Who Knew“, „U + Ur Hand“, „Nobody Knows“, „Leave Me Alone (I'm Lonely)“ и „Dear Mr. President“.

## Списък с песни

### Оригинален траклист
1. „Stupid Girls“ – 3:17
2. „Who Knew“ – 3:28
3. „Long Way to Happy“ – 3:49
4. „Nobody Knows“ – 3:59
5. „Dear Mr. President“ (с Indigo Girls) – 4:33
6. „I'm Not Dead“ – 3:46
7. „'Cuz I Can“ – 3:43
8. „Leave Me Alone (I'm Lonely)“ – 3:18
9. „U + Ur Hand“ – 3:34
10. „Runaway“ – 4:23
11. „The One That Got Away“ – 4:42
12. „I Got Money Now“ – 3:55
13. „Conversations with My 13 Year Old Self“ – 3:50
14. „I Have Seen the Rain“ (с Jim Moore) (скрит трак)	– 3:30

### iTunes издание
1. „Crash & Burn“ – 4:26
2. „Centerfold“ – 3:20
3. „Fingers“ – 3:42

### Интернационално издание
1. „Fingers“ – 3:42
2. „I Have Seen the Rain“ (с Jim Moore) (скрит трак)	– 3:30

### Британско издание
1. „Fingers“ – 3:42
2. „Centerfold“ – 3:20
3. „I Have Seen the Rain“ (с Jim Moore) (скрит трак)	– 3:30

### Платинено издание
1. „Heartbreaker“ – 3:10
2. „Centerfold“ – 3:20
3. „Fingers“ – 3:42
4. „U + Ur Hand“ (Bimbo Jones Remix)	– 3:48

### Платинено издание (DVD)
1. „Stupid Girls“ (създаване на клипа)
2. „Stupid Girls“ (видеоклип)
3. „U + Ur Hand“ (създаване на клипа)
4. „U + Ur Hand“ (видеоклип)
5. „Who Knew“ (видеоклип)
6. „Nobody Knows“ (видеоклип)
7. „U + Ur Hand“ (на живо от Wembley Arena)
8. „Who Knew“ (на живо от Wembley Arena)
9. „Dear Mr. President“ (на живо от Wembley Arena)
10. „Just Like a Pill“ (на живо от Wembley Arena)
11. „Dear Mr. President“ (изпълнение в студио)

### 2007 австралийско tour издание
1. „Fingers“ – 3:42
2. „I Have Seen the Rain“ (с James T. Moore) – 3:33
3. „Who Knew“ (Bimbo Jones радио редактиран) – 3:27
4. „U + Ur Hand“ (Beatcult Remix) – 6:40

### 2007 австралийско tour издание (DVD)
1. „Stupid Girls“ (видеоклип)
2. „Who Knew“ (видеоклип)
3. „U + Ur Hand“ (видеоклип)
4. „Nobody Knows“ (видеоклип)
5. „Dear Mr. President“ (на живо от Wembley Arena)
6. „Leave Me Alone (I'm Lonely)“ (на живо от Wembley Arena)
7. „Stupid Girls“ (създаване на клипа)
8. „U + Ur Hand“ (създаване на клипа)

### DualDisc DVD страна
1. „Целият албум в 5.1 обграждащ звук“
2. „Пинк - на живо от Европа“ (трейлър)
3. „Интервю с Пинк“
4. „Пинк представя: The Stupid Girls“
5. „Stupid Girls“ (видеоклип)
6. „Stupid Girls“ (видеоизходи и гафове)